# Eloeophila sabrina
Eloeophila sabrina là một loài ruồi trong họ Limoniidae. Chúng phân bố ở miền Tân bắc.